# Tristan Tate
Tristan Tate, né le 15 juillet 1988 à Luton (Royaume-Uni), est une personnalité en ligne, homme d'affaires et ancien pratiquant de kick-boxing britannico-américain.
Le 29 décembre 2022, Tristan et son frère Andrew sont arrêtés en Roumanie avec deux femmes ; tous les quatre sont soupçonnés de trafic d'êtres humains et de former un groupe criminel organisé. La police roumaine allègue que le groupe a contraint des victimes à créer de la pornographie rémunérée pour les médias sociaux. Trois mois plus tard, le 31 mars 2023, les quatre personnes sont libérées et assignées à résidence pendant que l'enquête se poursuit. Aucun acte d'accusation n'a encore été déposé, et les procureurs ont déclaré qu'ils avaient jusqu'à la fin du mois de juin pour renvoyer l'affaire en jugement,. Le 4 août 2023, lui et son frère Andrew sont libérés en attendant leur procès.

## Biographie
Tristan Tate naît le 15 juillet 1988 à Luton, dans le comté du Bedfordshire, en Angleterre. Son père, Emory Tate, est maître international aux échecs. Sa mère travaillait quant à elle comme assistante en restauration. Il a un frère ainé, Andrew Tate, qui est également un ancien kick-boxeur professionnel. Après le divorce de ses parents, sa mère emmène ses deux frères en Angleterre. Il a vécu la majeure partie de sa vie dans la ville britannique de Luton où il a commencé sa carrière de kickboxeur au Storm Gym. Tristan Tate est chrétien orthodoxe.

## Carrière en kick-boxing
Le record de Tristan Tate en kick-boxing est de 43 victoires et de 9 défaites.
En 2009, il remporte le championnat ISKA dans la division des poids mi-lourds,.

## Carrière en arts martiaux mixtes
Le seul combat en arts martiaux mixtes (MMA) de Tristan Tate est une défaite.
Le 6 juin 2016, Tristan Tate affronte le Roumain Adrian Preda à Bucarest, en Roumanie, et perd le combat par KO.

## Affaires judiciaires

### Arrestation en Roumanie
Le 29 décembre 2022, il est arrêté avec son frère Andrew Tate dans le cadre d’une enquête sur la traite d’êtres humains en Roumanie. Il est visé par une enquête ouverte pour « viol », « trafic d’êtres humains » et « constitution d’un groupe criminel organisé ». Son interpellation suit de peu son message Twitter à Greta Thunberg, mais sans lien avec l'arrestation. Sur demande de la police, Tristan Tate est retenu en centre de détention en Roumanie pour une durée de 30 jours.
Le 20 janvier 2023, un tribunal roumain prolonge la détention provisoire des frères Tate jusqu'au 27 février 2023. Le raisonnement du tribunal est basé sur le désir de sauvegarder l'enquête et d'éviter que les frères Tate ne quittent le pays. Le 1er février 2023, Tristan Tate et son frère Andrew font appel de la décision de prolonger sa détention. L'appel est par la suite rejeté par la Cour d'appel de Bucarest.
Le 21 février 2023, un tribunal roumain prolonge de nouveau leur période de détention de 30 jours. Le 14 mars 2023, la libération sous caution de Tristan Tate et de son frère Andrew est refusée pour la troisième fois. La période de détention des frères Tate est prolongée par la suite jusqu'à la fin du mois d'avril 2023.

### Libération et assignation à résidence
Le 31 mars 2023, Tristan Tate et son frère Andrew sont libérés et assignés à résidence,,. Cette libération fait suite à un appel gagné pour remplacer sa détention par une assignation à résidence, déclare un responsable vendredi,. Leur avocat, Eugen Vidineac, indique qu'ils ont « l’interdiction d’entrer en contact avec des personnes impliquées dans l’affaire ». Toujours selon lui, « être en fuite n’est pas une vie que les frères Tate veulent avoir. Ils sont juste fatigués et veulent se reposer ».

### Inculpation
Le 20 juin 2023, il est finalement inculpé de traite d’êtres humains en bande organisée et viol avec son frère Andrew.
Les quatre accusés continuent de nier toutes les accusations et font toujours l'objet d'une enquête concernant le blanchiment d'argent et la traite des mineurs.

### Libération en attente du procès
Le 4 août 2023, Tristan Tate et son frère Andrew sont libérés de leur assignation à résidence dans l’attente de son procès,,,.

## Palmarès en arts martiaux mixtes
| 1 combats      | 0 victoires | 1 défaites |
| Par KO         | 0           | 1          |
| Par soumission | 0           | 0          |
| Sur décision   | 0           | 0          |

| Résultat | Record | Adversaire   | Méthode             | Événement             | Date        | Round | Temps | Lieu               | Notes |
| -------- | ------ | ------------ | ------------------- | --------------------- | ----------- | ----- | ----- | ------------------ | ----- |
| Défaite  | 0-1    | Adrian Preda | KO (coups de poing) | RXF 23 - Judgment Day | 6 juin 2016 | 1     | 1:56  | Bucarest, Roumanie |       |